# Lista över countyn i Arizona

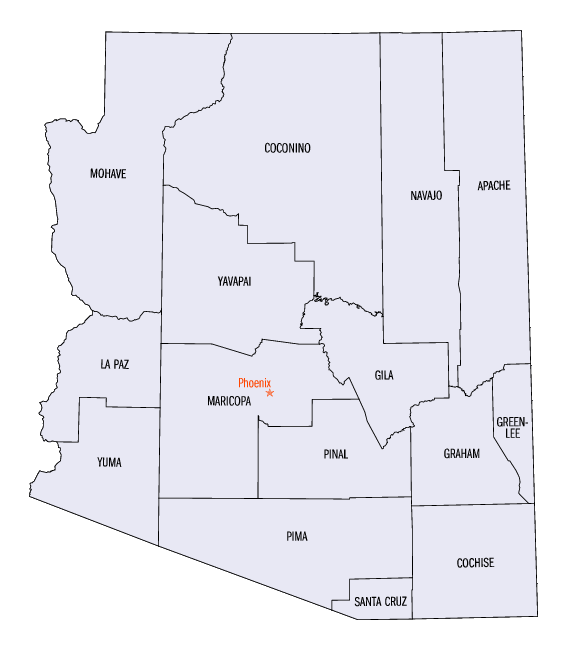
Arizonas countyn.

Detta är en lista över de 15 countyn som finns i delstaten Arizona i USA.
| County            | Huvudort (County seat) | Etablerat | Folkmängd (2000) | Area (km²) |
| ----------------- | ---------------------- | --------- | ---------------- | ---------- |
| Apache County     | St. Johns              | 1879      | 69 423           | 29 056     |
| Cochise County    | Bisbee                 | 1881      | 117 755          | 16 107     |
| Coconino County   | Flagstaff              | 1891      | 116 320          | 48 332     |
| Gila County       | Globe                  | 1881      | 51 335           | 12 421     |
| Graham County     | Safford                | 1881      | 33 489           | 12 020     |
| Greenlee County   | Clifton                | 1909      | 8 547            | 4 787      |
| La Paz County     | Parker                 | 1983      | 19 715           | 11 690     |
| Maricopa County   | Phoenix                | 1871      | 3 072 149        | 23 891     |
| Mohave County     | Kingman                | 1864      | 155 032          | 34 886     |
| Navajo County     | Holbrook               | 1895      | 97 470           | 25 795     |
| Pima County       | Tucson                 | 1864      | 843 746          | 23 799     |
| Pinal County      | Florence               | 1875      | 179 727          | 13 919     |
| Santa Cruz County | Nogales                | 1899      | 38 381           | 3 207      |
| Yavapai County    | Prescott               | 1864      | 167 517          | 21 051     |
| Yuma County       | Yuma                   | 1864      | 160 026          | 14 294     |